# 쿤창과 쿤팬의 이야기
《쿤창과 쿤팬의 이야기》 또는 《쿤창쿤팬(태국어: ขุนช้างขุนแผน 쿤창쿤팬[*])》은 18세기 이전부터 타이에 전해 내려오는 실화를 바탕으로 한 고전 설화로, 기본적인 서사의 구조는 ‘완텅’이라는 여인을 두고 추남이지만 돈이 많은 ‘쿤창’과, 무술과 도술에 능하고 잘생긴 ‘쿤팬’이 경쟁하는 삼각 관계를 골자로 한다. 구전으로 전승되었기 때문에 이야기 자체의 창작자는 누구인지 알기 어렵다.
아유타야 시기까지 전해 내려오던 《쿤창쿤팬》의 기록된 판본은 모두 소실되었고, 남아 있는 것은 구전과 단편적인 기록들을 바탕으로 라마 2세가 궁정 시인들을 동원해 편집하여 나중에 세파로 정리한 것이다. 이 작업은 라마 3세 대에 비로소 책으로 완성되었는데, 순톤푸 등 권위있는 당대 작가들도 참여하였다. 현재 가장 권위있는 판본은 1917년 담롱라차누팝 대군과 까위폿수쁘리차 대군이 공동으로 정리한 43대목의 왕립 와치라얀 도서관본이다.

## 바탕 시기와 발생 시기
이 이야기의 바탕이 되는 시기는 담롱라차누팝 대군(1862~1943)의 추정에 따르면 아유타야 왕국의 왕 라마티보디 2세(1491~1529)의 치세로, 당시에 중부 수판부리와 깐짜나부리 지방에서 벌어진 일이 설화의 바탕이 된 사건이라 한다. 다만 이야기로서 《쿤창쿤팬》이 발생한 시기는 학자마다 의견이 갈리는데, 아유타야 시기인 것은 대부분 인정하나 담롱라차누팝 대군은 나라이 왕(1656~1688) 시기로 주장하며, 큭릿 쁘라못은 나레수안 대왕 이후로, 왓차리 롬마야난은 나레수안 치세로 보고 있다.

## 주요 등장 인물
- 쿤창 : 부유한 문관 쿤시위차이와 텝통의 아들. 못생겼지만 재력이 있으며 완텅을 좋아하여 쿤팬과 경쟁한다. 그러나 여러 비열한 술수를 써서 벌을 받는다.
- 쿤팬 : 장군 쿤끄라이폰라파이와 통쁘라시의 아들. 잘생기고 무술과 도술에 능하다. 원래 이름은 플라이깨우이다. 처음으로 완텅과 결혼하나 쿤창에게 빼앗기며, 결국에는 다시 쿤창에게서 완텅을 빼앗아 온다.
- 완텅 : 대상(大商) 판손요타와 시쁘라짠의 딸. 원래 이름은 핌(핌필랄라이)이다. 작품 전반에 걸쳐 쿤창보다는 쿤팬을 사랑하나, 쿤창도 그다지 미워하지는 않는데, 이것이 나중에 화가 된다.
- 프라판와사 왕 : 당시 아유타야를 통치하던 왕. 작중의 주요 사건에 개입하여 흐름을 결정짓는다.
- 라오통 : 지방 군주의 딸. 원정군을 이끌고 치앙마이를 평정한 쿤팬에게 답례로 바쳐진다. 그러나 아유타야에 돌아오자 왕명에 의해 쿤팬과 이별하게 된다.
- 프라와이: 쿤팬과 완텅의 아들. 원래 이름은 플라잉암이다. 아버지 쿤팬과 함께 치앙마이를 평정하나 두 아내를 두어 분란에 휘말린다.

## 줄거리
대략적인 줄거리는 다음과 같다.

숲으로 도망치는 완텅과 쿤팬

- 1~9장 : 쿤창, 플라이깨우, 핌이 태어난다. 플라이깨우는 출가해 여러 학문을 배우고 도술을 익히다가 핌에게 반해 몰래 정을 통하게 된다. 한편 쿤창도 핌에게 반하여 청혼하는데, 쿤창의 재력에 반한 핌의 어머니 시쁘라짠은 플라이깨우를 좋아하는 딸의 마음을 돌리려 하나 뜻을 이루지 못한다. 결국 플라이깨우는 핌과 결혼하게 된다. 그런데 곧 치앙마이가 아유타야의 속방인 치앙통을 공격한다. 쿤창은 플라이깨우와 핌을 떼어 놓기 위해 프라판와사 왕에게 장수로 플라이깨우를 천거하고, 왕은 이를 받아들여 플라이깨우는 싸우러 나가게 된다.

- 9~13장 : 플라이깨우는 치앙마이 정벌에 성공하여 실지를 모두 회복한다. 또 치앙마이 부근의 영주에게서 호의로 딸 라오통을 얻게 된다. 한편 핌은 남편의 귀환을 고대하다 병이 나는데, 완텅으로 이름을 바꾸자 병이 낫는다. 그런데 쿤창은 플라이깨우가 죽었다고 완텅에게 거짓말을 하여 혼란스럽게 만들고는 시쁘라짠에게 매달려 혼인 허락을 받는다. 하지만 완텅은 쿤창과의 합방만은 완강히 거절한다. 그러던 중에 플라이깨우는 개선하여 ‘쿤팬’이라는 벼슬을 제수받는다. 쿤팬은 완텅이 기다릴 집으로 돌아가나, 쿤창과 완텅이 결혼했음을 알게 된다. 화가 난 쿤팬은 이 일과 관련된 사람을 모두 죽이려 날뛰는데, 타고 온 배에서 뛰어나온 라오통이 말린다. 완텅은 남편이 새 부인을 얻은 것을 보고 질투하여 절교를 요청하고, 이에 쿤팬은 완텅을 죽이려 하나 완텅은 쿤창과의 신혼집으로 도망간다. 쿤팬은 라오통과 함께 부임지인 깐짜나부리로 가버리고, 완텅은 목을 매달아 죽으려 하나 실패하고 쿤창과 살게 된다.

- 14~18장 : 화를 가라앉힌 쿤팬은 다시 완텅 생각이 간절하여 수판부리에 있는 쿤창의 집으로 돌아가, 주문을 외워 식구들을 모두 잠재우고 잠입한다. 완텅과 쿤창이 같은 침대에 벌거벗고 누워 있는 것을 본 쿤팬은 화가 나 이 두 사람을 한데 묶어 대들보에 매달고 식구들을 깨워 창피를 준다. 쿤창, 텝통, 시쁘라짠은 쿤팬에게 잘못을 빈다. 이들 및 이장 판촛에게 상황 설명을 들은 쿤팬은 자신의 성급함을 후회하지만, 이런 상황에서 완텅을 데리고 나올 수는 없어 결국 쿤창과 계속 살도록 결단을 내린다. 그 후 왕은 쿤팬을 불러 근위대로 삼는데, 쿤창의 농간에 빠진 쿤팬이 라오통과의 일로 왕을 화나게 한다. 왕은 라오통을 왕실 노비로 삼고 쿤팬에게 다시 깐짜나부리 국경 수비를 맡긴다. 분노한 쿤팬은 완텅을 쿤창에게서 빼앗아 복수를 하기로 다짐하고, 세 개의 보물을 마련해 쿤창의 집에 잠입한다. 쿤팬은 쿤창과 함께 자고 있는 침대에서 완텅을 깨워 함께 도망친다.

- 19~22장 : 아내를 빼앗긴 쿤창은 왕에게 쿤팬이 반란을 일으키고 자기 아내를 데리고 도망갔다며 되는 대로 모함한다. 왕은 쿤창의 말로는 알 수 없어 사람을 보내 쿤팬을 데리고 오도록 했는데, 쿤팬은 따라가지 않는다. 쿤팬이 순순히 따르지 않자 왕은 두 장수와 군대를 보내 쿤팬을 사로잡으라는 명을 내리는데, 이들 장수가 자신의 아버지까지 들춰내며 욕을 하는 데 분노한 쿤팬은 이 두 장수와 다수의 병졸을 죽여 버린다. 이에 왕은 전국에 쿤팬과 완텅의 체포령을 내린다. 쿤팬 일행은 피찟 성주에게 몸을 의탁하나 결국 성주에게 화가 옮아갈까 염려하여 자수하고 압송길에 오른다. 쿤팬, 쿤창, 완텅의 삼자를 대면하고 왕이 심문한 끝에 쿤팬은 무고함이 인정되어 완텅을 되찾고, 쿤창은 사형을 선고받는다. 쿤팬은 업보를 쌓고 싶지 않아 쿤창이 벌금으로 풀려나오게 해 준다.

- 23~27장 : 쿤팬은 라오통의 사면을 왕에게 요청했다가 되려 왕의 진노를 사 감옥에 갇힌다. 이 소식을 들은 쿤창은 완텅을 납치한다. 완텅은 쿤창과 함께 살면서 아이 플라잉암을 낳는데, 처음에 자신의 아이로 알고 기뻐했던 쿤창은 자라며 아이가 쿤팬을 닮아 가는 것을 보고 화를 내며 외진 곳으로 끌고 가 때려 죽이려 하나 실패한다. 이후 플라잉암은 쿤창과 떨어져 통쁘라시와 살게 되고, 감옥에 갇혀 있는 진짜 아버지인 쿤팬을 만난다. 열세 살이 된 플라잉암은 기회를 보아 아버지의 사면을 요청할 의도로 왕의 시종이 된다. 그런데 치앙마이가 아유타야에 바쳐지기 위해 이동 중이던 란쌍의 공주를 납치하고, 분노한 왕은 자원해 공주를 구출할 장수를 찾는다. 이때 플라잉암이 지원하고, 동시에 아버지의 사면을 요청하니 왕은 이를 수락한다. 또 라오통도 사면해 쿤팬과 살도록 한다.

- 28~36장 : 쿤팬과 플라잉암은 함께 출전하여 대승을 거두고, 치앙마이의 왕을 사로잡고 란쌍의 공주를 구출하여 귀환한다. 이에 왕은 둘의 공로를 치하하며 쿤팬에게 깐짜나부리 지사를 맡기고 플라잉암은 우시종장(프라와이)에 임명하여 가까이에서 자신을 보필하도록 한다. 그런데 나중에 어머니를 그리워한 프라와이는 몰래 쿤창의 집으로 가서 어머니를 만나고 쿤창과 헤어져 자기와 함께 살자고 설득한다. 하는 수 없이 따라나온 완텅은 다시 쿤팬과 함께 살게 된다. 쿤창은 왕에게 이를 고해 바치고, 왕은 완텅을 데리고 와서 경위를 심문하며 쿤창과 쿤팬 중 한 사람을 선택하라고 명한다. 완텅은 겁에 질려 벌벌 떨기만 하다가 쿤창과 쿤팬 양쪽 모두 좋다고 생각한다는 애매한 답을 내놓고, 이에 왕은 진노하여 한 사람을 택하지 않은 완텅을 창녀처럼 부정한 마음을 가졌다며 사형에 처한다. 이를 듣고 달려온 프라와이가 왕에게 읍소하며 어머니를 살려 달라고 빌자, 이를 측은하게 여긴 왕은 프라와이의 공로를 감안해 완텅을 살려준다는 명을 내린다. 그러나 이 소식을 빨리 망나니에게 전하려 말을 타고 사형장으로 프라와이가 달려가자, 망나니는 이를 보고 얼른 사형을 집행하라는 것으로 오해하고 칼을 내리친다. 결국 프라와이가 도착하는 순간 완텅의 목이 떨어지고, 프라와이는 완텅의 몸을 부여잡고 통곡한다.

- 이 다음의 37~43장은 쿤팬과 프라와이의 분란을 다루는데, 앞의 주요한 줄거리와는 독립된 별도의 이야기이다.

## 참고 문헌
- 라마 2세 외, 《쿤창과 쿤팬의 이야기》, 지식을만드는지식, 2010.